# Sonnenburg (concentratiekamp)
Het concentratiekamp Sonnenburg, in het huidige Polen op de grens met Duitsland, ontstond op 3 april 1933 op initiatief van het Pruisische Ministerie van Binnenlandse Zaken en Justitie in Sonnenburg nabij Küstrin in Neumark, in een voormalig tuchthuis.

## Geschiedenis
Hoewel de hygiënische toestand van het in 1930 gesloten gebouw catastrofaal te noemen was, raadden ambtenaren van het Pruisische ministerie van Justitie deze locatie aan en schatten de capaciteit in op 941 gevangenen, die in eenmans- en meermanscellen van 20, 30 en 60 personen ondergebracht konden worden. De eerste 200 gevangenen werden op 3 april 1933 binnengebracht, samen met 60 SA-hulppolitieagenten uit het Berlijnse politiedistrict. Later beval de Gestapo de deportatie van gevangenen uit Gollnow naar Sonnenburg, zodat het aantal gevangenen naar 1000 steeg.
Het concentratiekamp Sonnenburg werd op 23 april 1934 gesloten. Het tuchthuis bleef bestaan als strafgevangenis. Bij de aanvang van de Tweede Wereldoorlog (vanaf de inval in Polen) werd het concentratiekamp tot 1945 weer in gebruik genomen als geheim Nacht und Nebel concentratie- en werkkamp, voor vermeende Duits-vijandelijke personen uit het buitenland, bijvoorbeeld verzetsstrijders. Deze mensen moesten "verdwijnen", ze hielden administratief op te bestaan. In Sonnenburg werden de gevangenen gedwongen om in de wapenindustrie te werken onder erbarmelijke omstandigheden.

## Personeel
In eerste instantie zwaaide de SA de scepter over de gevangenis. SA-Sturmführer Bahr leidde de beruchte SA-Stürme 1 Horst Wessel en 33 Mordsturm Maikowski, die de bewaking van de gevangenen op zich namen. Daarbij kwam nog versterking van de politie uit Berlijn. Eind april 1934 werden de Berlijner SA'ers door SA'ers uit Frankfurt (Oder) vervangen. Eind augustus nam, zoals ook bij andere concentratiekampen, de SS het commando over, met 150 man van de SS-Standarte 27 uit Frankfurt an der Oder.

## Gevangenen
In het concentratiekamp Sonnenburg heeft het regime van nazi-Duitsland, gedurende de eerste jaren van zijn heerschappij en lang voor aanvang van de oorlog, voornamelijk communisten en sociaaldemocraten gevangengezet. Bekende gevangenen waren onder andere Erich Mühsam en Carl von Ossietzky.
Toen de oorlog eenmaal uitgebroken was, werden er ook buitenlandse verzetsstrijders gevangengezet. Bekende buitenlandse gevangenen waren verzetsstrijders als Jean-Baptiste Lebas en Bjørn Egge, leden van de Belgische verzetsgroep De Zwarte Hand en Nederlanders als bijvoorbeeld Tim Kolff, Mathieu Smedts en Jan de Konink. De Franse spion René Lefebvre, vader van aartsbisschop Marcel Lefebvre, werd er in 1944 gevangengezet na zijn arrestatie.

## Bevrijding
In maart 1945 veroverde het Rode Leger leger Sonnenburg. Ze troffen er geen levende gevangenen meer aan, vermoedelijk was eind januari 1945 Sonnenburg ontruimd en waren ongeveer 800 van de 1000 gevangenen vermoord door de Gestapo.
Na de Tweede Wereldoorlog werd de stad Pools grondgebied en kreeg het de naam Słońsk.
Alfabetisch op naam.  Indien een kamp meerdere rollen had, staat het in de "hoogste" groep.
Zie ook: Lijst van naziconcentratiekampen · Jappenkampen in Nederlands-Indië · Lijst van jappenkampen